# Артеменко Андрій Анатолійович
Андрі́й Анато́лійович Арте́менко (нар. 31 березня 1994, Новоукраїнка, Кіровоградська область, Україна) — український військовик, старший матрос Військово-Морських Сил Збройних Сил України.

## Життєпис

### Бій біля Керчі
Під час бою біля Керчі перебував на кораблі ВМС України «Бердянськ» (малий броньований артилерійський катер проєкту 58155 «Гюрза-М»). У бою 25 листопада 2018 року зазав поранення. На опублікованих у ЗМІ фото видно, що катер «Бердянськ» дістав декілька пробоїн рубки, імовірно від снарядів 30-мм гармати російського корабля чи винищувача. Крім нього, також поранення отримав Андрій Ейдер, який теж служив на «Бердянську» Його, як і двох інших поранених українців доставили до лікарні у Керчі, де їх прооперували.
30 листопада 2018 року представник Президента в АР Крим Борис Бабін заявив, що всіх полонених українців вивезли до Москви, оскільки місцеве населення Криму підтримувало полонених.
7 вересня 2019-го разом з Андрієм Ейдером повернувся додому в рамках обміну російськими злочинцями з боку України та військовополоненими українцями з РФ.

## Нагороди та відзнаки
- 3 квітня 2019 року — орден «За мужність» III ступеня[7][8].